# Montecosaro
Montecosaro (Montecò in dialetto maceratese) è un comune italiano di 7 397 abitanti della provincia di Macerata nelle Marche. Fa parte de I borghi più belli d'Italia.

## Geografia fisica

### Territorio
Il territorio comunale di Montecosaro è simile a un rettangolo largo circa 3,5 chilometri da est a ovest e lungo 8 km da sud a nord. Il territorio è principalmente interessato dalla valle del fiume Chienti (il quale a 10 km verso est sfocia nel mare Adriatico tra i comuni di Porto Sant'Elpidio e di Civitanova Marche) che, scorrendo nell'estremo meridionale, chiude la parte corta del "rettangolo" e segna il confine coi comuni di Sant'Elpidio a Mare e Montegranaro quindi anche tra le province di Macerata e quella di Fermo. Proseguendo verso nord la valle inizia a salire lievemente e si incontra subito il centro abitato più consistente per popolazione e attività denominato Montecosaro Scalo. Oltrepassato l'abitato, il territorio torna a essere agricolo e a innalzarsi più convincentemente in dolci colline fino ad arrivare all'altezza di 252 m s.l.m. dove si trova il paese di Montecosaro, denominato anche Montecosaro Alto, sede comunale e centro storicamente più importante. Proseguendo l'orografia collinare si mantiene costante e si incontrano le cime principali del Monte San Michele 251 metri s.l.m., Monte del Pavone 258 metri e Monte della Giustizia dove si registra il punto più alto del territorio comunale con 271 m s.l.m. dal quale nascono tre torrenti: il Caronte o fosso Fogliano che nella frazione civitanovese di Fontespina sfocia nell'Adriatico, e due affluenti del Chienti: il Cavallino o Sdregaro e il Pontigliano il quale ha la sua foce nei pressi del confine con Civitanova Marche, nel punto più basso del paese (27 metri) e dove è presente l'immissione di acqua di un altro fosso totalmente montecosarese, il Cantagallo, che a sua volta riceve le acque del fosso Cunicchio nei pressi della basilica della S.S. Annunziata.
Infine le colline a nord del territorio si "tuffano" in una stretta valle che è quella del torrente Asola che segna il confine coi comuni di Potenza Picena e Montelupone e delinea l'altro lato stretto del "rettangolo comunale", quello settentrionale. A est Montecosaro confina con Civitanova Marche, a ovest con Morrovalle il quale all'incirca ripete specularmente la stessa morfologia.

### Clima
In estate il clima è caldo e la temperatura varia dai 20 °C ai 30 °C. In inverno il clima è moderatamente freddo e la temperatura varia dai -2 °C ai 10 °C.

## Storia
Il centro storico di Montecosaro, in collina, conserva l'aspetto tipico di Castello altomedievale con torri di difesa e d'avvistamento lungo le mura del Trecento, ancora ben leggibile l'impianto urbanistico risalente al Seicento.
Di origine picena, i primi documenti relativi all'insediamento risalgono al 936 e testimoniano lo sviluppo del nucleo urbano attorno alla Pieve di San Lorenzo. Punta avanzata e fortificata della Fermo Longobarda e poi della Marca Pontificia, fu insignito nel 1255 da Alessandro IV del titolo di: Monte fedele, per le sue prove di attaccamento alla Santa Sede.
Montecosaro fu sede del Pretore e Tribunale di giustizia a cui i Goti distrussero l'abitato in una crudele strage.
"Il Cassero", punto più alto del paese, oggi parco urbano, un tempo imponente fortezza, nasconde anche nella nomenclatura origini, storia e natura ben diverse da quelle cui l'uso attuale l'ha destinato. Da qui, discendendo per la stradina verso la piazza, si incontra l'imponente e maestoso CAM il "Complesso Agostiniano Montecosaro", oggi Palazzo Comunale. Il monastero e la chiesa, entrambi di epoca medievale, testimoniano il lungo cammino di Montecosaro nella storia. Una bellezza e armonia che fanno pensare all'intervento di qualche illustre architetto. Materiali di pregio, il chiostro diviso in tre ordini. All'interno del palazzo, è custodito un sarcofago romano del II - III secolo e nella chiesa si può ammirare uno splendido "Callido", organo di fine Settecento e la "Santa Croce" reliquario d'arte barbarico-bizantina, in argento dorato con incastonate nei bracci reliquie di Santi.
Entrando in piazza si incontra, la Chiesa Collegiata che nasce a metà Settecento, dalle ceneri dell'antica pieve di San Lorenzo, poi Santa Maria, dove è conservato il crocifisso ligneo, unico reperto che potrebbe testimoniare la presenza dell'antica pieve.
Appartiene quasi certamente al periodo medievale il Teatro delle Logge, che si trova in piazza, che subì una trasformazione nell'Ottocento, perdendo ogni traccia dell'originaria struttura. Nel 1568, dalle sue grate penzolarono Enea Galizia e gli altri dodici cospiratori, impiccati in seguito al fallimento della rivolta contro i Cesarini.
Oggi Montecosaro comprende due nuclei urbani, il centro storico in collina e Borgo Stazione, ricco di attività industriali e commerciali, dove si trova l'abbazia: Santa Maria a Piè di Chienti o meglio conosciuta come la chiesa dell'Annunziata, meta importante di percorsi religiosi.
Costituisce uno degli esempi più tipici dell'architettura cluniacense nelle Marche e in Italia. I primi dati storici certi risalgono all'anno 936 e le curiosità sulle leggende legate alla chiesa sono più d'una.
Si racconta che prese il nome dell'Annunziata grazie all'indulgenza di un papa che fu gettato e sepolto in un pozzo del monastero, risorto dopo tre giorni, da questo evento, il buon auspicio della festa dell'Annunziata che si festeggia il 25 marzo con una processione per le vie adornate da fiori di carta.

### Simboli
La più antica rappresentazione dello stemma conosciuta è quella riportata sul frontespizio degli statuti comunali del 1597: in campo rosso, cinque monti di verde, la cima centrale cimata da una croce d'oro; dai due monti contigui a quello centrale spuntano due gigli bianchi stelati e fogliati di verde.
Il gonfalone è un drappo partito di rosso e di giallo.

## Monumenti e luoghi d'interesse
- Chiesa di San Lorenzo Martire
- Basilica di Santa Maria Piè di Chienti: il monumento più suggestivo del paese, sito a valle, prezioso esempio di architettura romanica nelle Marche[7]
- Chiesa di San Rocco - edificata nel 1447 alla fine di un'epidemia di peste per sciogliere un voto fatto dalla popolazione. Nel catino absidale si trova un affresco con la Madonna col Bambino e i santi Rocco e Sebastiano di Simone De Magistris collocabile nella seconda metà degli anni settanta del Cinquecento, in cui l'artista coniuga la lezione lottesca con quella del manierismo romano.[8]
- Chiesa di Sant'Agostino - costruita nel Duecento, ospitò San Nicola da Tolentino[7]
- Chiesa del Crocifisso -
- Chiesa delle Anime -
- Chiesa di San Domenico - eretta nella sede di un'edicola votiva del Cinquecento[7]
- Il Complesso Agostiniano - composto dalla Chiesa di S. Agostino, dal Palazzo Comunale, dalla Pinacoteca Peschi-Graziosi.[7]
- Palazzo comunale - ex convento Agostiniano, attuale sede del Museo del Fossile[7]
- Teatro delle Logge
- Il Cassero - oggi un grande spazio verde panoramico, in passato sito di una fortezza tra le più importanti del Maceratese[7]

## Società

### Evoluzione demografica
Abitanti censiti

### Etnie e minoranze straniere
Al 31 dicembre 2022 la popolazione era di 509 persone, pari al 6,36% della popolazione.

## Cultura

### Biblioteche
- Biblioteca Comunale "C. Malerbi"

### Musei
- Museo Archeologico o Museo del fossile: situato nel Complesso Agostiniano Montecosaro, conserva reperti di epoca romana provenienti da una nave affondata nel vicino Mare Adriatico, oltre a un'ampia raccolta di fossili[11].
- Pinacoteca Peschi-Graziosi: oltre alla collezione di opere provenienti dagli archivi comunali che vanno dal XV al XVIII secolo, il Museo espone la collezione di opere d'arte di Sergio Graziosi e opere grafiche di Giorgio de Chirico e Mino Maccari[12].
- Museo Cinema a pennello: situato nella sede di Palazzo Marinozzi, il museo presenta l'unica esposizione permanente a livello nazionale esclusivamente dedicata alla cartellonistica cinematografica.[13]

### Eventi
- Festa e Fiera dell'Annunziata: 25 marzo, festeggiamenti in onore della compatrona del paese in prossimità della Basilica di Santa Maria Piè di Chienti;[14]
- Primo Maggio: giornata all’aria aperta, tra giochi e barbecue;[14]
- MIND Festival: periodo estivo, festival musicale;[14]
- Festa del santo patrono: 10 agosto, festeggiamenti in onore del patrono san Lorenzo;[14]
- Fiera d'Autunno: terza domenica di ottobre, fiera di prodotti tipici della locale gastronomia[14].

## Economia

### Artigianato
Tra le attività economiche più tradizionali, diffuse e attive vi sono quelle artigianali, come la rinomata produzione di articoli per arredamento, in vimini o in midollino.

## Infrastrutture e trasporti

### Strade
- La SS 77 della Val di Chienti, a carattere extraurbano principale, taglia il territorio comunale da est a ovest e si trova nelle vicinanze del letto del fiume Chienti quindi all'estremo sud di Montecosaro. È il principale collegamento stradale che permette di raggiungere velocemente buona parte della provincia e l'Umbria in direzione ovest; all'autostrada Bologna-Bari e Civitanova Marche in direzione est.
- L'antica strada che lo attraversa era la S.S. 485 che oggi transita nel centro della frazione di Montecosaro Scalo.
- La Dorsale Marche-Abruzzo-Molise "Mezzina", collegamento nord-sud in costruzione funzionante in alcuni tratti tra cui quello che va da Montecosaro a Fermo.
- Oltre a una serie di altre minori strade provinciali e comunali che collegano i due principali borghi (Montecosaro Alto e Montecosaro Scalo) vi è anche importante la strada che collega, attraverso la dorsale collinare a nord rispetto al fiume Chienti, Macerata con la costa Adriatica collegando così tutti quei borghi che sono situati sulla collina alla sinistra della val di Chienti come Civitanova Alta e Morrovalle alto.

### Ferrovie
Montecosaro è servita dalla ferrovia Civitanova Marche-Fabriano che è gestita dalle Ferrovie dello Stato e sulla quale ha la sua stazione omonima nella frazione di Montecosaro Scalo (da cui deriva il nome). Vi transita un traffico di treni locale che permette di raggiungere oltre che il capoluogo di provincia di Macerata, anche altre linee di livello nazionale come la Ferrovia Adriatica alla stazione di Civitanova Marche-Montegranaro e l'Ancona-Roma alla stazione di Fabriano.

### Trasporti aerei e navali
Montecosaro dista 11 chilometri dal porto di Civitanova Marche che è principalmente a carattere peschereccio e turistico. Ancona è il porto principale più vicino.
Per quanto riguarda i collegamenti aerei nella vicina Fermo esiste un piccolo scalo merci, altrimenti l'aeroporto di riferimento è il Raffaello Sanzio di Falconara Marittima.

### Mobilità urbana
Vi è uno scarso servizio pubblico di trasporti urbani e anche sottoutilizzati, mentre più consistente è il servizio di corriere che collegano con il capoluogo di provincia e la vicina città di Civitanova Marche sia per quanto riguarda Montecosaro, centro storico, sia soprattutto attraverso Montecosaro Scalo. Esiste attualmente un servizio di trasporto con la città di Fermo.
Vi sono presenti a Montecosaro Scalo alcune piste ciclabili, a volte in sede propria altre adiacenti alla strada, che percorrono il paese.

## Amministrazione
| Periodo        | Periodo        | Primo cittadino    | Partito              | Carica  | Note   |
| -------------- | -------------- | ------------------ | -------------------- | ------- | ------ |
| 3 luglio 1985  | 18 giugno 1990 | Cesare Serafini    | Democrazia Cristiana | Sindaco | [ 16 ] |
| 18 giugno 1990 | 24 aprile 1995 | Cesare Serafini    | Democrazia Cristiana | Sindaco | [ 16 ] |
| 24 aprile 1995 | 14 giugno 1999 | Maurizio Capezzani | Centro-sinistra      | Sindaco | [ 16 ] |
| 14 giugno 1999 | 14 giugno 2004 | Maurizio Capezzani | Centro-sinistra      | Sindaco | [ 16 ] |
| 14 giugno 2004 | 8 giugno 2009  | Stefano Cardinali  | Lista civica         | Sindaco | [ 16 ] |
| 9 giugno 2009  | 25 maggio 2014 | Stefano Cardinali  | Lista civica         | Sindaco | [ 16 ] |
| 26 maggio 2014 | 26 maggio 2019 | Reano Malaisi      | Progetto Comune      | Sindaco | [ 16 ] |
| 27 maggio 2019 | 11 giugno 2024 | Reano Malaisi      | Progetto Comune      | Sindaco | [ 16 ] |
| 10 giugno 2024 | in carica      | Lorella Cardinali  | Progetto Comune      | Sindaco | [ 16 ] |

### Altre informazioni amministrative
- Sanitariamente fa parte dell'ASUR (Azienda Sanitaria Unica Regionale Marche) Zona territoriale 8 di Civitanova Marche.
- Ricade religiosamente sotto l'Arcidiocesi di Fermo.

## Sport
- A.S.D. Montecosaro, squadra di calcio militante nel girone C marchigiano di Prima Categoria, presidente Augusto Scipioni.
- A.S.D. Vigor Montecosaro Calcio, squadra di calcio che milita nel girone B marchigiano di Promozione.
- ASD Acli Audax Montecosaro, società sportiva di calcio a 5, con squadra maschile FIGC di Serie D e squadra femminile CSI.
- ASD Volley Montecosaro, società di pallavolo.
- È originario di Montecosaro il pilota di Moto 2 Lorenzo Baldassarri.

## Galleria d'immagini

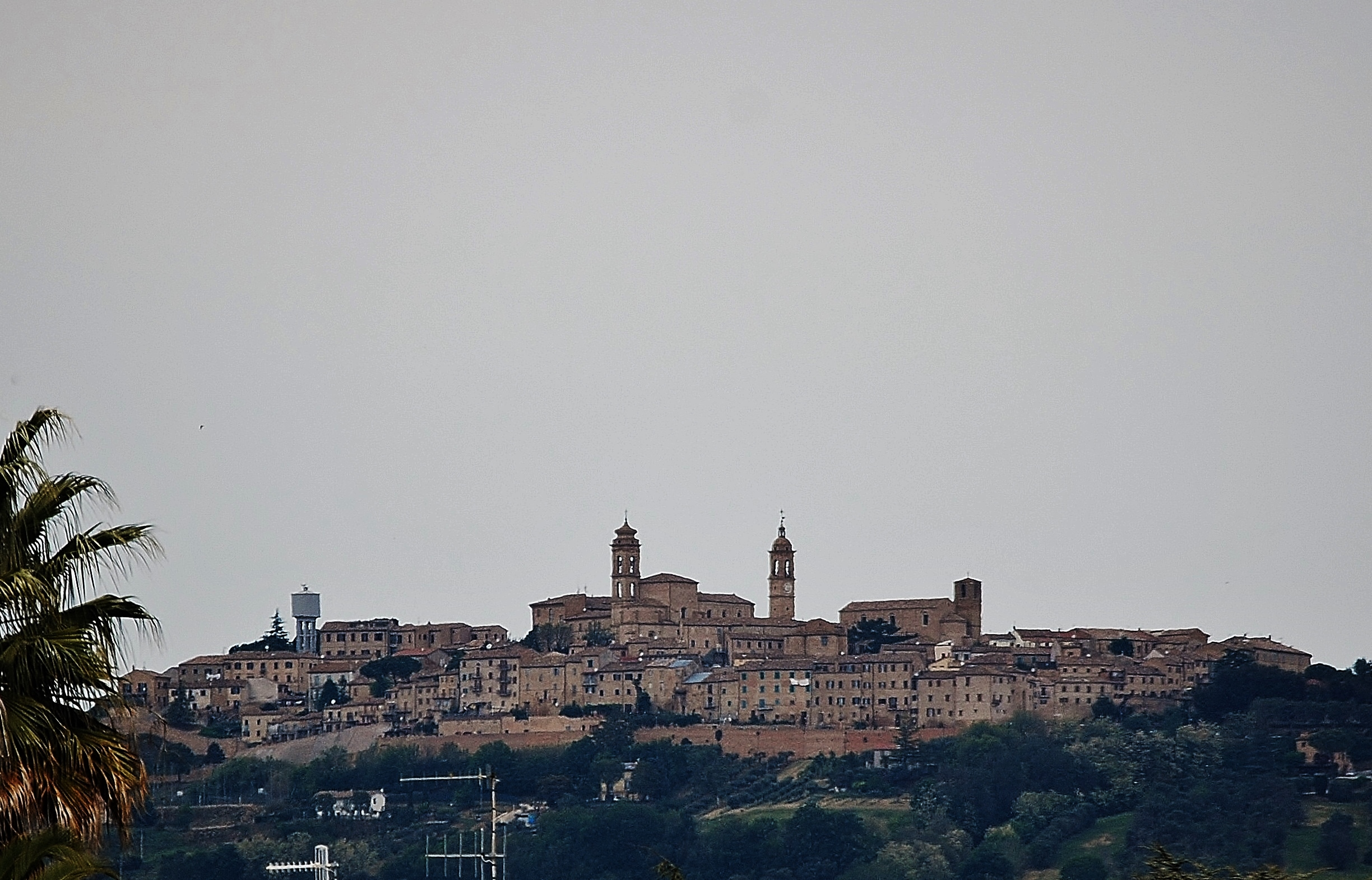
Veduta di Montecosaro
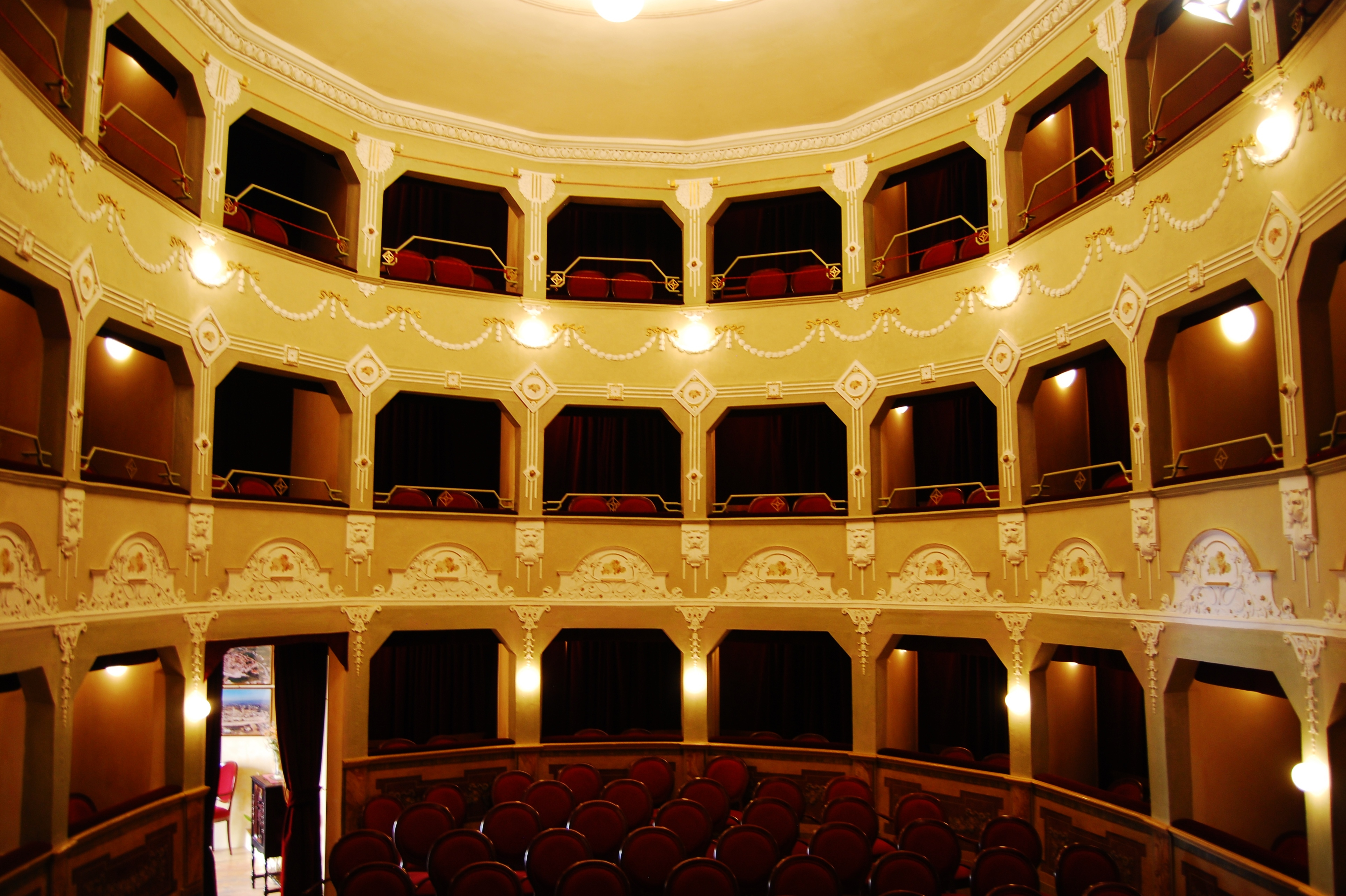
Teatro delle Logge
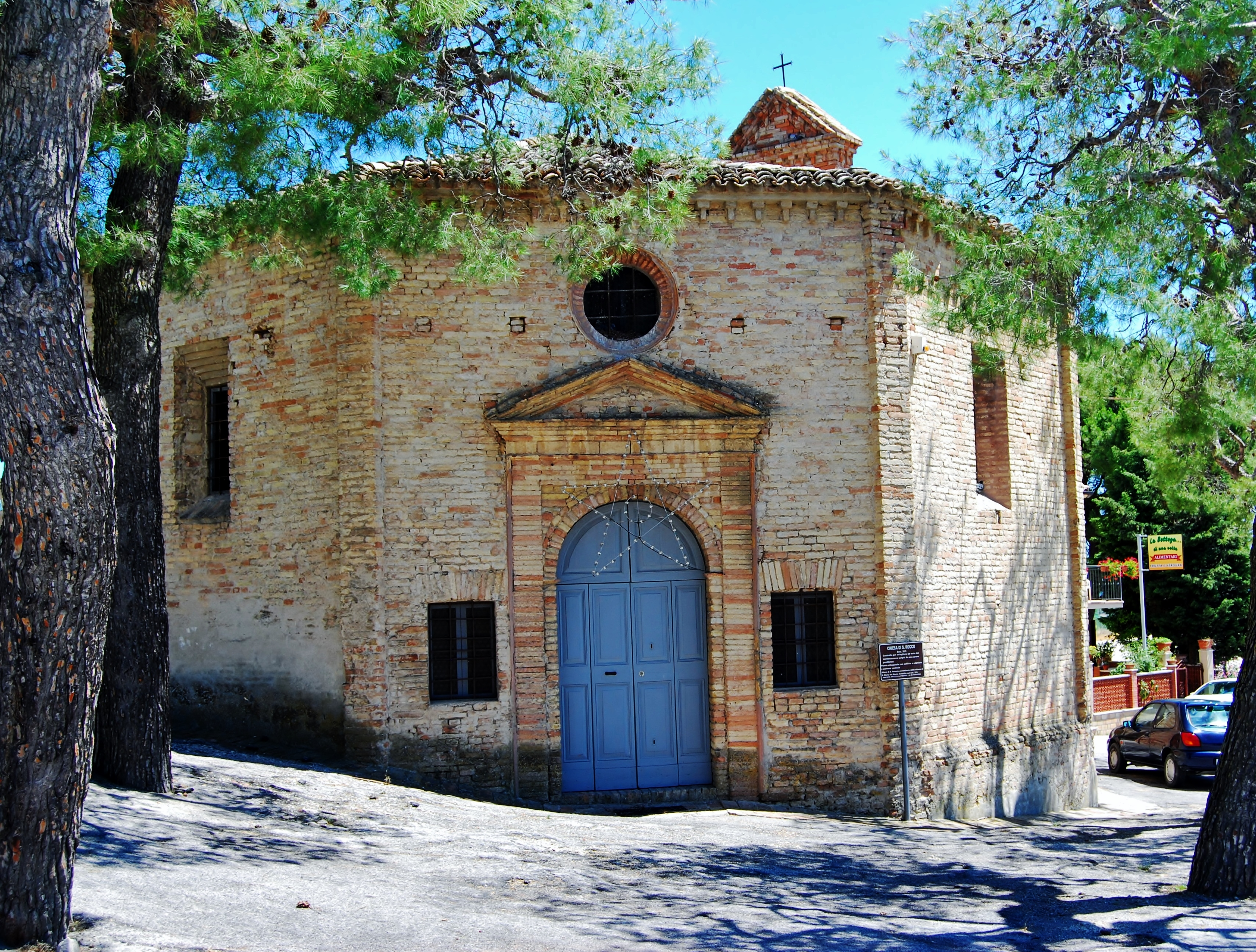
Chiesa di San Rocco
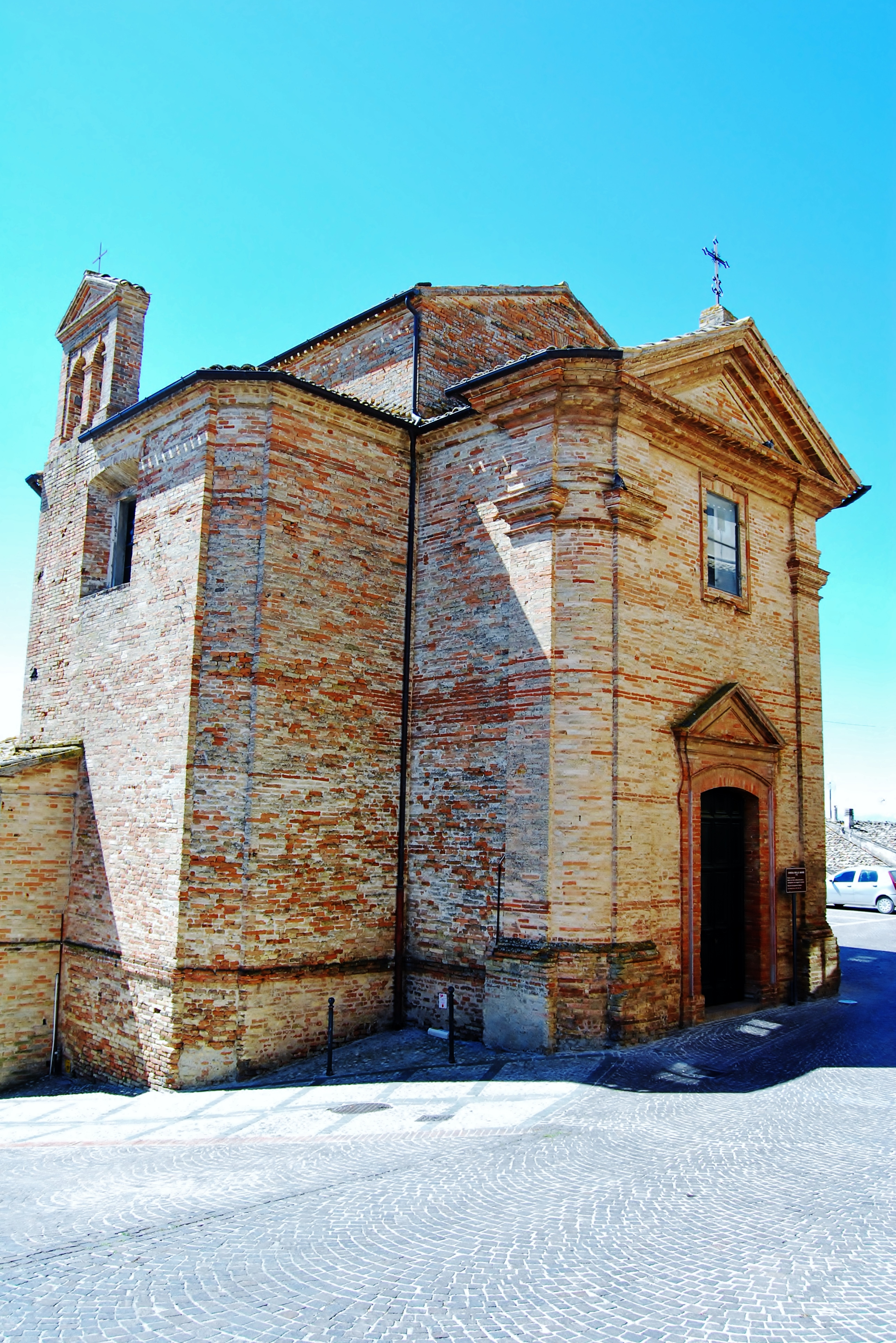
Chiesa delle Anime
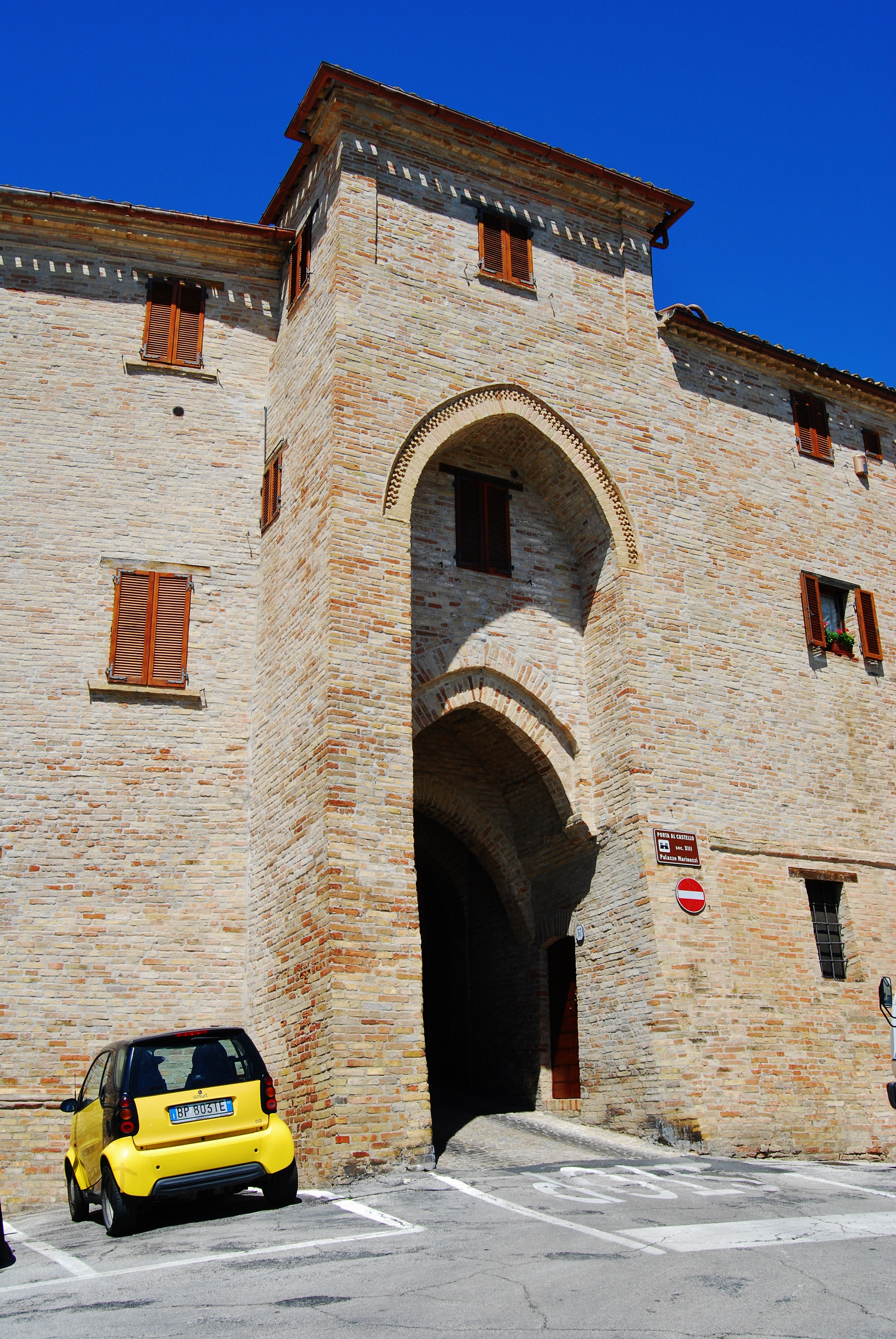
Porta al Castello
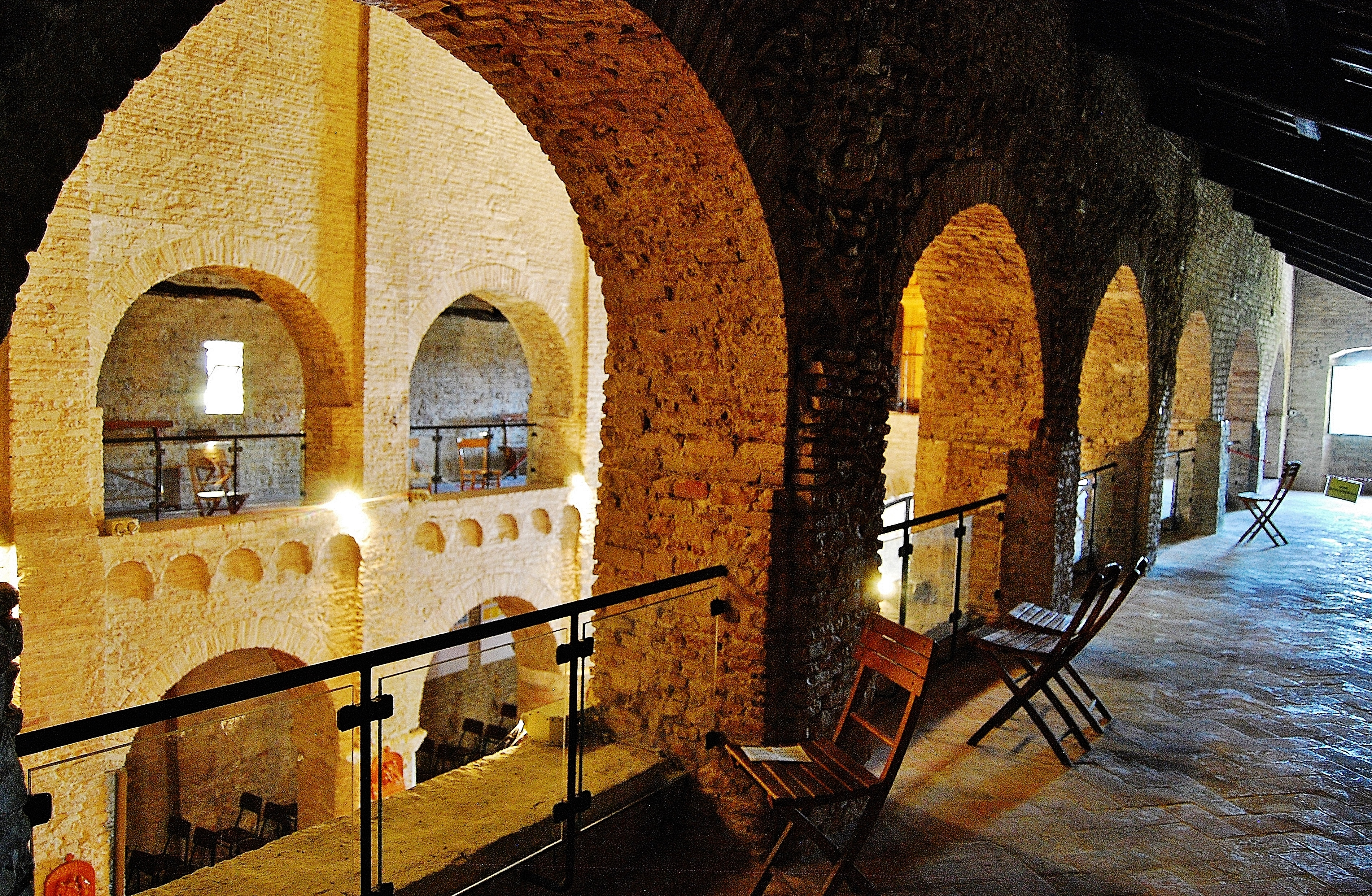
S. Maria a Piè di Chienti - particolare dell'interno